# George Edward Post
George Edward Post (* 17. Dezember 1838 in New York City; † 1. April 1909 in Syrien) war ein US-amerikanischer Arzt und Botaniker. Sein offizielles botanisches Autorenkürzel lautet „Post“.

## Leben
Post war Professor für Chirurgie am Syrian Protestant College in Beirut (der heutigen American University of Beirut).
1896 veröffentlichte er die erste moderne Monographie über die Flora des Nahen Ostens. Er erstbeschrieb rund 221 Taxa von Pflanzen aus Syrien und Umgebung. Meist veröffentlichte er diese im Bulletin des Herbariums von Pierre Edmond Boissier in Genf (als Serie von Artikeln Plantae Postianae, 10 Teile 1890 bis 1900) und im Linnean Society Journal. Außer über Botanik und Naturgeschichte veröffentlichte er über Medizin und Theologie.
Sein Herbarium ist an der American University of Beirut.

## Ehrungen
Nach Post sind die Pflanzengattungen Postia Boiss. & C.I.Blanche aus der Familie der Korbblütler (Asteraceae) und Postiella Kljuykov aus der Familie der Doldenblütler (Apiaceae) benannt.

## Schriften
- Flora of Syria, Palestine, and Sinai. A handbook of the flowering plants and ferns, native and naturalized from the Taurus to Ras Muhammad and from the Mediterranean Sea to the Syrian Desert. Beirut: Syrian Protestant College 1896. 2. Auflage (Bearbeitet von John Edward Dinsmore) 1932–1933.[2]